# 尼尔·埃德利
尼爾·占士·艾特利（英語：Neal James Eardley，1988年11月6日—）是一名威爾斯足球運動員，場上主要司職右閘，出身奧咸，現時效力英格蘭足球甲級聯賽球會保頓艾爾賓。艾特利亦是威爾斯國腳，曾代表U17、U19及U21參加青少年國際賽，於2007年獲選加入大國腳行列。

## 生平

### 球會
奧咸
艾特利生於威爾斯北部兰迪德诺（Llandudno），在奧咸青訓系統出身，於2006年成功晉身一隊陣中，在5月6日首次上陣以1-1賽和斯肯索普。
2006/07年球季艾特利續漸成為常規正選，初期擔任較進攻的角色，其後調任防守工作。但卻有一個壞開頭，2006年8月5日聯賽揭幕日作客對燦美爾，他在隊友（Chris Taylor）於完場前侵犯卡尔文·佐拉（Calvin Zola）被球證出示紅牌後，故意將球踢中佐拉，亦隨即被驅逐離場，奧咸以0-1敗陣而回。同年9月他獲提供首份職業球員合約，為期至2009年6月。12月9日作客1-2負於車士打菲特，伊特利憑自由球射入個人首個入球。首個擔正的球季，他合共上陣41場及射入2球。
艾特利於翌季鞏固他在奧咸防線上的正選席位，更於（Sean Gregan）缺陣時代任隊長之職。2007年10月他與球會加簽一年新約，留隊直至2010年。2008年3月11日於主場迎戰般尼茅夫，艾特利個人首次梅開二度，包辦兩個十二碼以2-0淨勝對手；約兩個月後在聯賽閉幕日作客對克魯，艾特利再次射入兩球，協助球隊大勝4-1奏凱而回。總計艾特利為奧咸本季上陣49場及射入6球。
2008/09年球季艾特利持續表現穩定，與隊友一同入選PFA英甲聯賽最佳陣容。出色的表現使兩人成為較高級別球會爭奪的目標，其中包括米禾爾、黑池和打比郡，但遭奧咸否認並重申沒有出售兩人的計劃。
黑池
2009年8月6日據報奧咸接受英冠球會黑池的出價，其領隊伊恩·荷路威（Ian Holloway）在球季結束後一直希望羅致艾特利，而他亦獲准與「海邊人」（the Seasiders）商討加盟條件及前赴布隆菲尔德路球场接受體測。翌日他正式簽署兩年合約，另加12個月優先續約權，而轉會費金額則沒有透露，據報約為35萬英鎊。2009/10年球季於8月8日展開，黑池揭幕戰作客洛夫特斯路球場出戰昆士柏流浪，艾特利只擔任沒有上陣的後補球員。8月18日他在主場布隆菲尔德路球场以0-0賽和打比郡首次上陣。2010年2月8日艾特利與兩名隊友巴利·班倫及（Ishmel Demontagnac）遭領隊伊恩·荷路威紀律處分，原因是於週末主場1-2負於莱斯特城後，3人被發現到當地夜總會跳舞，其時艾特利與維拉借將巴利·班倫於賽後負傷並安排翌日接受治療，3人於下場作客對錫周三同被雪藏。艾特利其後因傷缺陣黑池季末的賽事，但球隊最終透過附加賽取得升班英超資格，加盟首季上陣27場沒有取得入球。
2010年8月28日黑池主場2-2賽和富咸，艾特利才首次亮相英超賽事，於下半場後補上陣。自此一直穩固正選席位，更於11月6日主場2-2賽和愛華頓射入一記「香蕉形自由球」為球隊先拔頭籌，當日剛剛是他的生日。但在新年後黑池錄得五連敗劣績，期間失球多達16球，2011年2月12日主場對阿士東維拉艾特利失落正選席位，讓位予（Alex Baptiste）。雖然下一場對熱刺伊特利重獲正選席位，但連續兩仗大敗於狼隊及車路士後，他又再被貶回後備席。
2011年8月26日，黑池與續簽艾特利一年另加12個月優先續約權。
伯明翰
2013年5月31日，英冠伯明翰簽入將於6月30日約滿黑池的艾特利，合約為期三年。
2015年1月22日，艾特利被伯明翰外借到英甲球會莱顿东方，借用期為一個月。
2015年2月9日，艾特利提早返回伯明翰。

### 國家隊
艾特利在2003年至2004年為威爾斯U17上陣3次，其後於2005年為U19上陣1次，翌年獲提升上U21代表隊。
2007年8月22日艾特利首次代表威爾斯成年隊上陣，於作客1-0擊敗保加利亞的友誼賽下半場入替格瑞斯·贝尔。他亦在威爾斯於2008年歐國盃未能爭取出線的外圍賽上陣兩仗，分別為10月17日作客2-1擊敗聖馬力諾及11月17日主場2-2賽和愛爾蘭，兩仗均正選列陣。
艾特利其時雙線發展，同時代表成年隊及U21隊參賽。他入選U21隊參加2011年歐洲U-21足球錦標賽外圍賽，首兩場賽事均為對陣盧森堡，首場作賽賽和0-0；四天後返回主場，艾特利憑十二碼為球隊先開記錄為大勝揭開序幕，結果5-1平球隊歷來最大勝差記錄。
2009年6月6日艾特利首次亮相世界盃外圍賽，在作客1-0擊敗阿塞拜疆正選上陣。由於獲選代表大國腳翌日作客友賽黑山，艾特利缺席U21隊第三仗外圍賽4-1擊敗匈牙利的賽事，而他在1-2負於黑山的賽事下半場入替歷格斯上陣。他其後再入選U21隊迎戰義大利，於9月4日協助球隊以2-1力克對手。賽後他隨即被徵召返回成年隊，於9月9日主場1-3不敵俄羅斯的世界盃外圍賽擔任沒有上陣的後補球員。

## 榮譽
- PFA年度最佳陣容：2008/09年；

## 外部連結
- 黑池官網簡歷
- 奧咸官網簡歷
- 足球数据库：尼爾·艾特利的球员统计数据